# Parapallene parviunguicularis
Parapallene parviunguicularis is een zeespin uit de familie Callipallenidae. De soort behoort tot het geslacht Parapallene. Parapallene parviunguicularis werd in 1986 voor het eerst wetenschappelijk beschreven door Stock. 